# Fricandeau
 (janvier 2015).
Si vous disposez d'ouvrages ou d'articles de référence ou si vous connaissez des sites web de qualité traitant du thème abordé ici, merci de compléter l'article en donnant les références utiles à sa vérifiabilité et en les liant à la section « Notes et références ».
Un fricandeau est une spécialité culinaire française.

## Description
Il s'agit d'une tranche de viande fine que l'on recouvre d'une farce puis que l'on roule avant cuisson.

## Dénomination
Ce type de plat est appelé « paupiette », « alouette sans tête », « pigeon sans tête » en France ou encore « oiseau sans tête » en Belgique.
Dans l'Aveyron, le fricandeau est un pâté de campagne cuit au four dans sa crépine.
Le terme « fricandeau » est utilisé en Vallée d'Aoste pour indiquer le ragoût.